# Scintillateur inorganique
Un scintillateur inorganique est un matériau minéral, ayant une propriété de scintillation à la suite d'un dépôt d'énergie. Un rayonnement ionisant déposant de l'énergie dans le milieu lors d'interactions produit ainsi une faible quantité de lumière dans le cristal scintillateur, dont l'enregistrement permet sa détection.
Les matériaux scintillateurs inorganiques sont très utilisés en instrumentation nucléaire pour mesurer l'intensité de rayonnements gamma, électronique ou neutronique. Ils sont aussi utilisés dans la détection de rayons X, en diffractométrie par exemple.
Les scintillateurs inorganiques les plus répandus sont l'Iodure de sodium (NaI(Tl)), l'Iodure de césium (CsI(Tl)), le germanate de bismuth (BGO), ou encore le tungstate de cadmium (CWO).